# سوت سوپرم ایرلاینز
سوت سوپرم ایرلاینز (به انگلیسی: South Supreme Airlines) یک شرکت هواپیمایی است.
قطب این شرکت هواپیمایی در فرودگاه جوبا قرار دارد و به ۲ مقصد، پرواز مستقیم انجام می‌دهد.